# Procyon cancrivorus
Il procione cancrivoro (Procyon cancrivorus Cuvier, 1798) è un mammifero della famiglia dei Procionidi. Malgrado l'attributo di «cancrivoro», non è l'unica specie di procione a nutrirsi di granchi, dato che anche il procione lavatore ne cattura in gran numero, nelle aree dove sono disponibili.

## Descrizione
Somiglia moltissimo al suo cugino settentrionale, il procione lavatore, in quanto è anch'esso dotato della folta coda ad anelli e della «maschera da bandito» attorno agli occhi. Differisce da esso, tuttavia, per alcune caratteristiche: gli artigli sono più larghi e smussati; il corpo appare più slanciato a causa del pelo più ispido e corto e della mancanza di lanugine; la coda è meno folta; la regione cervicale ha il pelo rivolto anteriormente; inoltre la colorazione è grigio-bianca su labbra, mento e gola, e variabile da grigio cenere a ocra o rossastra sul dorso, ove i peli hanno le punte nere. La lunghezza del corpo si aggira sui 41–60 cm, quella della coda sui 20–42 cm; l'altezza alla spalla è di 23 cm; pesa 2–12 kg. Generalmente i maschi sono più grossi delle femmine.

## Sistematica
Il procione cancrivoro viene suddiviso in 4 sottospecie:
- P. cancrivorus cancrivorus G. Cuvier, 1798;
- P. cancrivorus aequatorialis J. A. Allen, 1915;
- P. cancrivorus nigripes Mivart, 1886;
- P. cancrivorus panamensis Goldman, 1913;

## Distribuzione
Il procione cancrivoro vive nelle paludi e nelle giungle dell'America centrale e meridionale (compresa Trinidad e Tobago), dalla Costa Rica fino all'Argentina settentrionale e all'Uruguay, attraverso gran parte delle regioni a est delle Ande.

## Biologia
Il procione cancrivoro è un animale solitario e notturno. Trascorre quasi tutta la sua esistenza nei pressi di torrenti, laghi e fiumi. Dotato di zampe alquanto lunghe, è più schivo del più popolare cugino ed è rimasto più fortemente legato ai corsi d'acqua e alle acque territoriali. A quanto pare vive in gruppi familiari numerosi ed è più un animale crepuscolare che un vero e proprio animale notturno. I procioni cancrivori si mettono in guardia l'un l'altro con lunghi sibili che ricordano i segnali d'allarme delle lepri fischianti.

### Alimentazione
Si nutre soprattutto di granchi, gamberi e altri crostacei, ma è onnivoro e mangia anche piccoli anfibi, uova di tartaruga e frutta.

### Riproduzione
Dopo una gestazione di 64 giorni, in luglio e agosto, la femmina partorisce 2-4 piccoli, nella cavità in cui si rifugia di solito per dormire; essa non ha l'abitudine di rivestire la cavità stessa per renderla più accogliente.